# Kenneth Scicluna
Kenneth Scicluna (ur. 15 czerwca 1979 w Piecie) – piłkarz maltański grający na pozycji obrońcy. Mierzy 180 cm wzrostu. Od 2007 roku jest zawodnikiem klubu Valletta FC.